# Studio Buffo

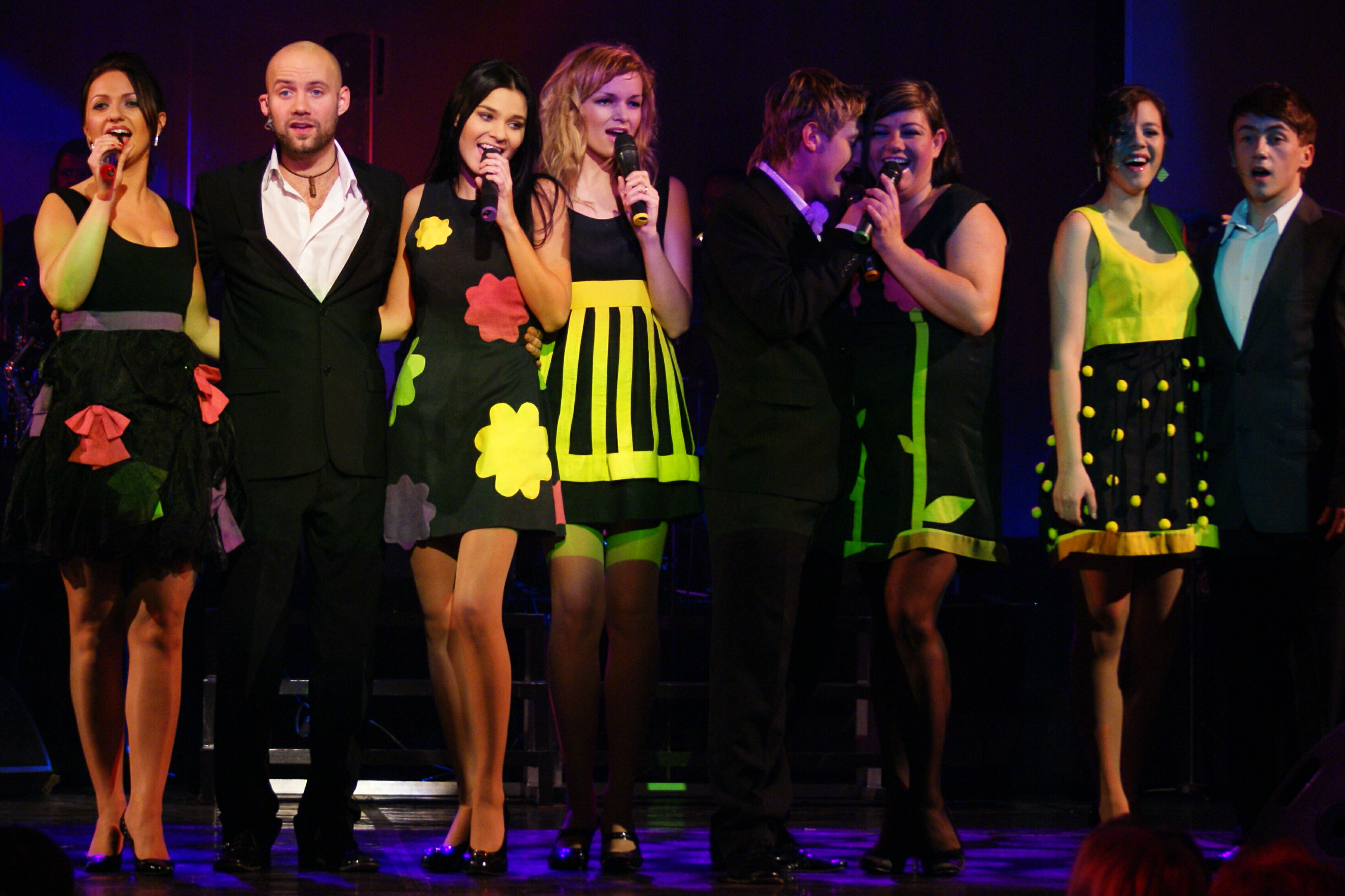
Zespół teatru

Teatr Studio Buffo – teatr muzyczny w Warszawie działający (jako teatr Buffo) od 1956 roku. Od 1992 pod obecną nazwą i kierownictwem Janusza Stokłosy (prezesa) i Janusza Józefowicza (dyrektora artystycznego). Pierwszy po drugiej wojnie światowej i przez wiele lat jedyny prywatny teatr w Warszawie.

## Historia
Siedziba teatru mieści się w przyziemiu budynku Głównej Kwatery Związku Harcerstwa Polskiego przy ul. Marii Konopnickiej 6 w Warszawie (Śródmieście). Budynek ten oddano do użytku w 1934 r. W okresie II Rzeczypospolitej był polską siedzibą organizacji YMCA (Young Men's Christian Association).
W 1956 roku budynek stał się siedzibą teatru Buffo. Twórcą tego teatru był Zenon Wiktorczyk. 

## Studio Buffo
W 1992 Janusz Stokłosa (kompozytor) i Janusz Józefowicz (reżyser i choreograf) powołali STUDIO BUFFO sp. z o.o. Było to konsekwencją wielkiego sukcesu musicalu Metro, który od dnia premiery korzystał z obcych scen i nad którym zawisła groźba rozwiązania. Własny teatr miał uchronić to przedsięwzięcie.
Pierwszą premierą wystawioną przez założycieli na deskach teatru STUDIO BUFFO był spektakl Do grającej szafy grosik wrzuć z Edytą Górniak, Katarzyną Groniec, Barbarą Melzer, Robertem Janowskim, Michałem Milowiczem a także Krzysztofem Materną i Wojciechem Mannem (prem. 4.09.1993 r.)

## Wcześniejsze spektakle Teatru Studio Buffo
- „Karuzela marzeń”
- „Do grającej szafy grosik wrzuć...”
- „Grosik 2”
- „Panna Tutli Putli”
- „Obok nas”
- „Niedziela na Głównym”
- „Przeboje”
- „Przeżyj to sam”
- „Brel”
- „Elvis”

- Wieczory w Buffo:
  - „Wieczór Cygański”
  - „Wieczór Żydowski”
  - „Wieczór Polski”
  - „Wieczór Brytyjski”
  - „Wieczór Amerykański”
  - „Wieczór Amerykańsko- Brytyjski”

Wieczór japoński
Wieczór Polski - "upić się warto".
- Spektakle gościnne:
- Smutna królewna
- Testosteron
  - Koncerty Michała Bajora
  - Kabaret Hrabi
  - Miłośnie i Filmowo
  - „Seks polski”
  - „Wielki apetyt”
  - „Czterdziestka w opałach”
  - „I love you”
  - „Histerie Miłosne”

### Gościnnie
- „Boeing Boeing”
- „Imię”
- „Sextet czyli Roma i Julian”
- „Cohen- Nohavica”
- „Nikt nie jest doskonały”